# Jelcz 315
Der Jelcz 315 ist ein von 1968 bis 1982 von dem polnischen Nutzfahrzeughersteller Jelcz gebautes zweiachsiges Lkw-Modell. Die dreiachsige Ausführung wurde als 316 und die Sattelzugmaschine als 317 bezeichnet.

## Modellgeschichte
Das Werk in Jelcz-Laskowice produzierte zuerst von 1952 bis 1958 Ersatzteile. Danach wurde das Werk für die Produktion von kompletten Fahrzeugen umgebaut. Der Entwurf für dieses Lkw-Modell trug den Namen Zubr A80, unter diesem Namen erfolgte auch von 1960 bis 1968 die Serienproduktion. Wegen Schwierigkeiten mit dem in Polen entwickelten Motor wurde ab 1966 ein Leyland-Motor (Typenbezeichnung SW 680) in Lizenz produziert. Diesen Motor erhielt das ab 1968 gebaute Modell Jelcz 315, der Nachfolger des Zubr A80. Die Serienproduktion begann im 4. Quartal 1968.
Etwa 1971, spätestens 1972 wurde der 315 durch den 315 M abgelöst. Nach Darstellung der Fachzeitschrift KFT soll der Unterschied in einem neuen (weiterhin nicht kippbaren) Fahrerhaus mit Panoramascheibe anstatt der bisherigen geteilten Windschutzscheibe bestanden haben. Weitere Unterschiede lägen in einem verstärkten Getriebe, verstärkten Ankerplatten vorn und 24 V-Elektrik. Vom Typ 315 M wurden in der Folge die Modelle 316 und 317 abgeleitet. Die gesamte Modellreihe wurde recht umfangreich von der DDR importiert. 1977 wurde der 2500. Jelcz-Lkw importiert.
1982 wurde der 315 M zum 325 weiterentwickelt.

## Technik
Der Jelcz 315 (M) war ein zweiachsiger Lkw mit Hinterradantrieb, Pritschenaufbau und einer Nutzlast von 8,2 Tonnen. Der Laderaum war 4,88 m lang. 
Der Motor war ein Lizenzbau von Leyland und trug die Bezeichnung SW 680. Es handelte sich um einen in Längsrichtung eingebauten wassergekühlten Sechszylinder-Dieselmotor ohne Aufladung. Er entwickelte nach Angaben einer Quelle von 1975 eine Leistung von 149 kW (202 PS) bei 2200/min und ein Drehmoment von 720 Nm bei 1400/min. Es wurden sowohl Bendibenca-Getriebe aus Spanien als auch Csepel-Getriebe aus Ungarn in Verbindung mit einer Einscheibentrockenkupplung eingesetzt. Das Csepel-Getriebe hatte fünf Gänge, wobei der erste Gang nicht synchronisiert war.
Der Rahmen war als Leiterrahmen aus geschweißten U-Profilen ausgebildet. Die Achsen waren starr und mit halbelliptischen Blattfedern versehen (die Hinterachse mit Zusatzfeder). Stoßdämpfer gab es anfangs gar nicht, später immerhin an der Vorderachse. Die Spurweite vorn betrug 2060 mm und hinten 1800 mm. Die Trommelbremsen hatten einen Durchmesser von 420 mm und eine Bremsfläche vom 4290 cm². Die Betriebsbremse war zweikreisig, zusätzlich gab es eine Motorbremse. Die Höchstgeschwindigkeit betrug 90 km/h.
Im Testbericht der DDR-Fachpresse im Jahr 1969 wurden der Motor, das teilsynchronisierte Fünfgang-Getriebe und die mit der Kugelmutterhydrolenkung von ZF fast identische Hydrauliklenkung spanischer Fertigung gelobt. Auch die gute Federung wurde hervorgehoben, gleichzeitig jedoch die erhebliche Seitenneigung des beladenen Fahrzeugs angemerkt und ein Querstabilisator sowie Stoßdämpfer an der Vorderachse gefordert. Unbefriedigend war die Bremsleistung des Westinghouse-Lizenznachbaus, in erwärmtem Zustand wurden nur 2,8 m/s2 erreicht. Als problematisch wurde auch die Verwendung von im Ostblock unüblichen Zollgewinden am Motor eingeschätzt. Bei voller Beladung einschließlich 16-t-Anhängermasse ergab sich bei 38 km/h ein Kraftstoffverbrauch von 47,5 l/100 km, unbeladen lag der Verbrauch bei 27,8 l/100 km bei 48 km/h. Die gemessene Höchstgeschwindigkeit betrug 92,5 km/h.

## 316 und 317
Der Jelcz 316 entsprach dem 315 M, war jedoch dreiachsig (zusätzliche Nachlaufachse) und hatte einen angeschraubten Hilfsrahmen. Die Pritsche hatte eine Laderaumlänge von 6,4 Metern. Wie auch beim 315 war die Ladefläche auch hier 2,29 m breit und daher nicht für Europaletten geeignet. Die Nutzlast betrug 11,2 Tonnen.
Der 317 war eine Sattelzugmaschine auf Basis des 315 M mit eingenieteten Querträgern im Rahmen. Hier wurden abweichend von den anderen Typen Querstabilisatoren an den Achsen eingebaut. Die zulässige Sattelzug-Gesamtmasse betrug 36 Tonnen. Als 317D gab es diese Variante auch mit Turbolader, in diesem Fall betrug nach Angaben einer Quelle von 1975 die Motorleistung 179 kW (243 PS) bei 2200/min und das Drehmoment 885 Nm bei 1500/min.

## Galerie

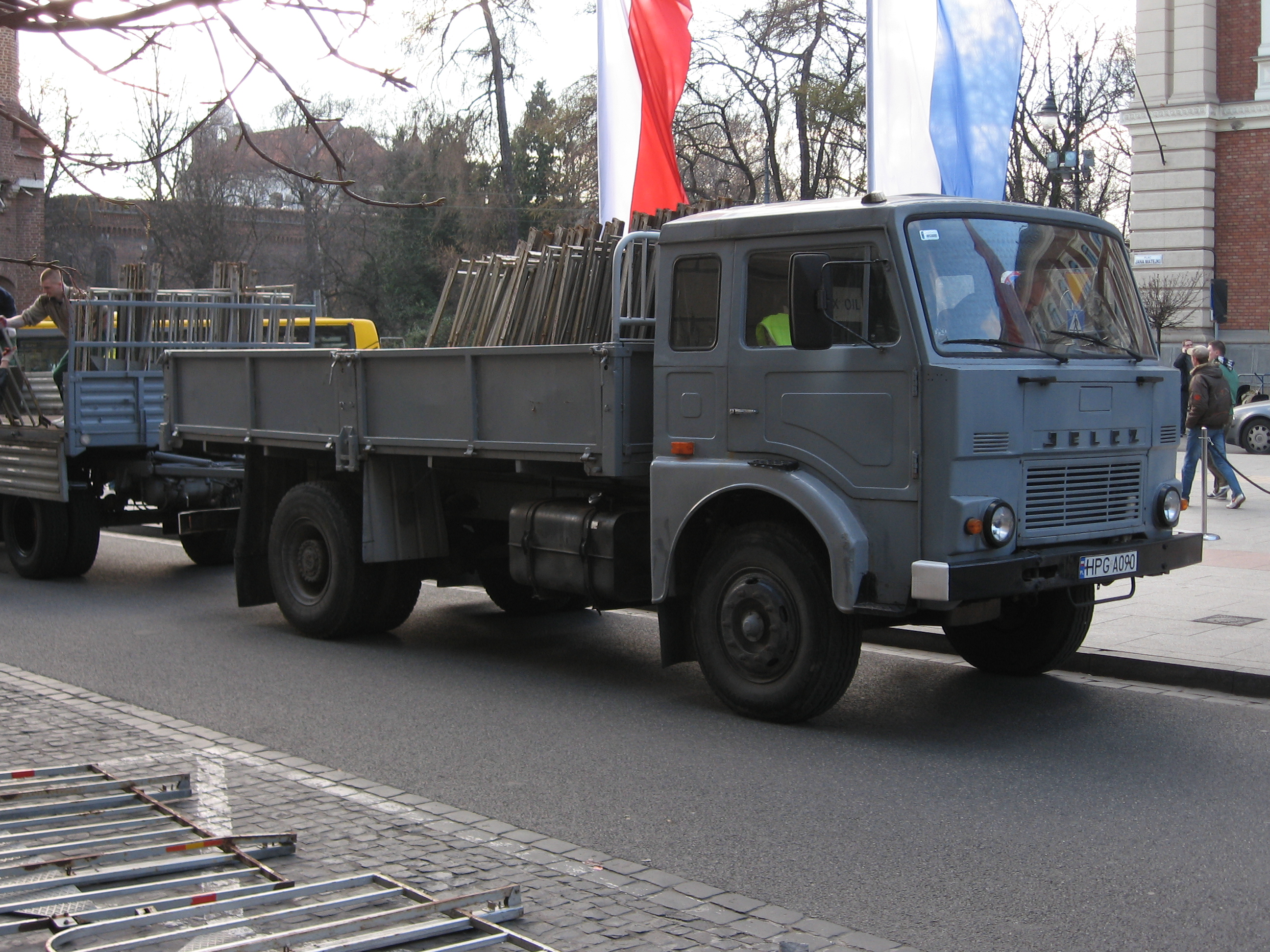
Jelcz 315 M im Dienst der polnischen Polizei (2010)
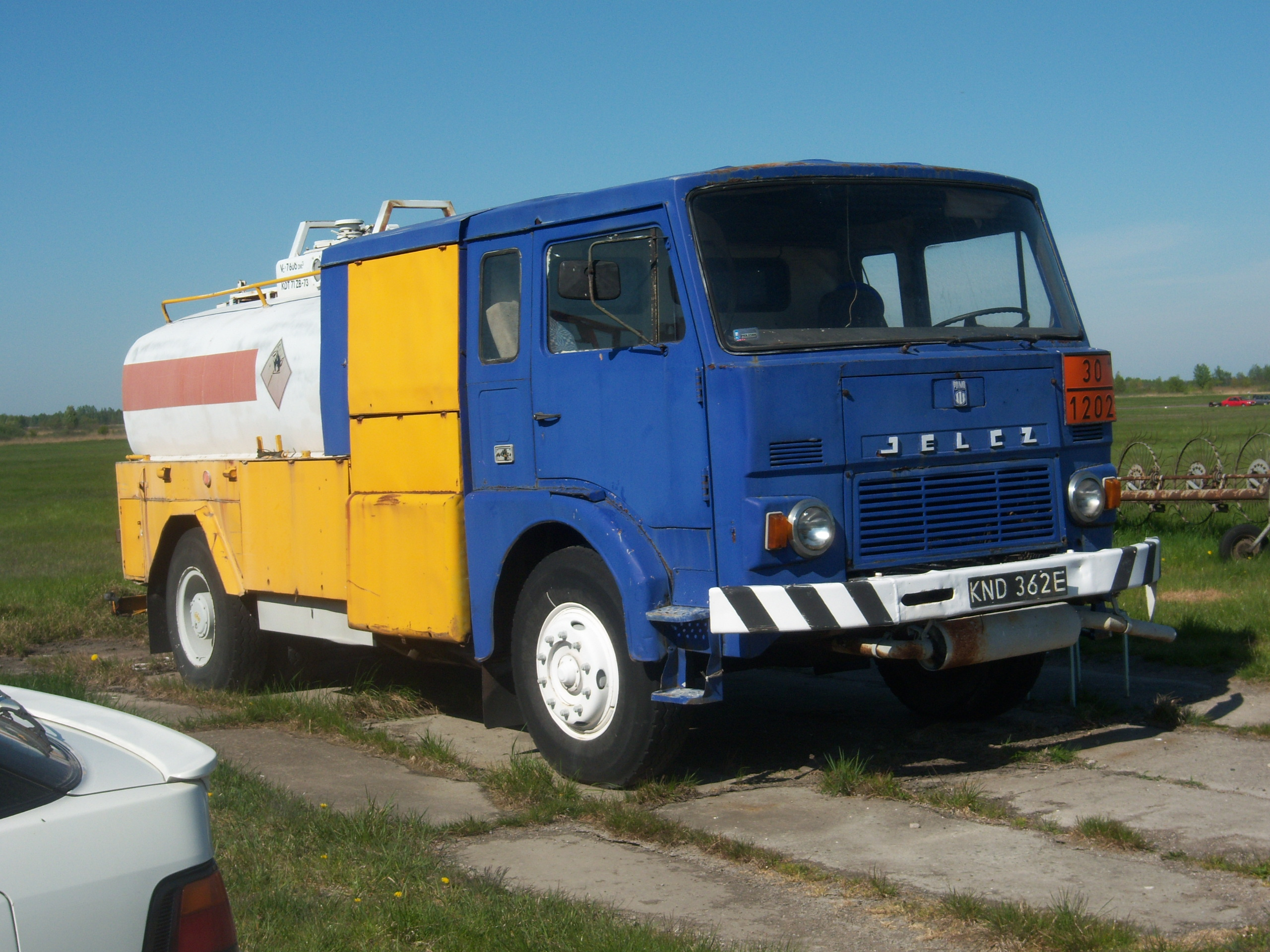
Jelcz 315 M als Tankwagen
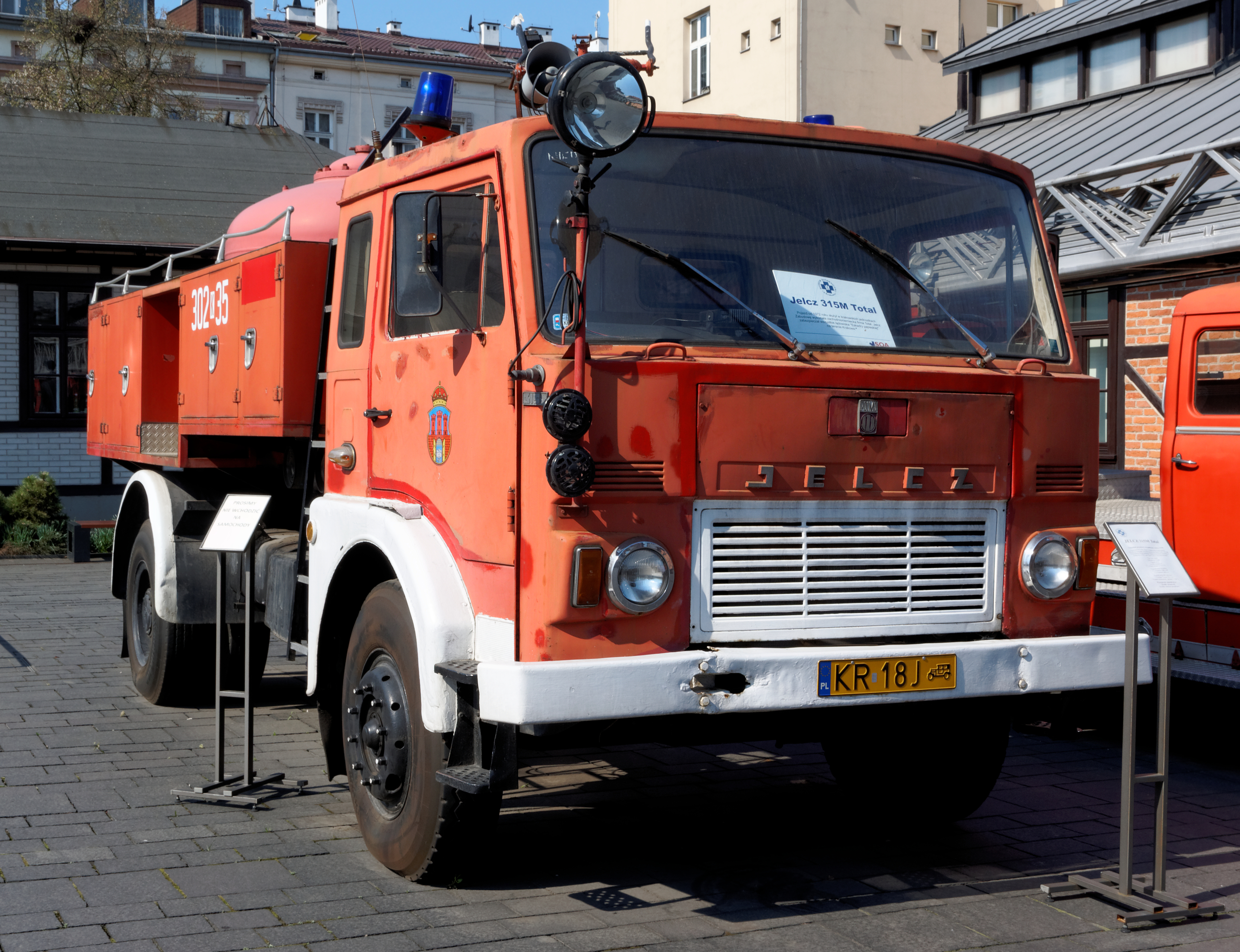
Jelcz 315 M als Feuerwehrfahrzeug
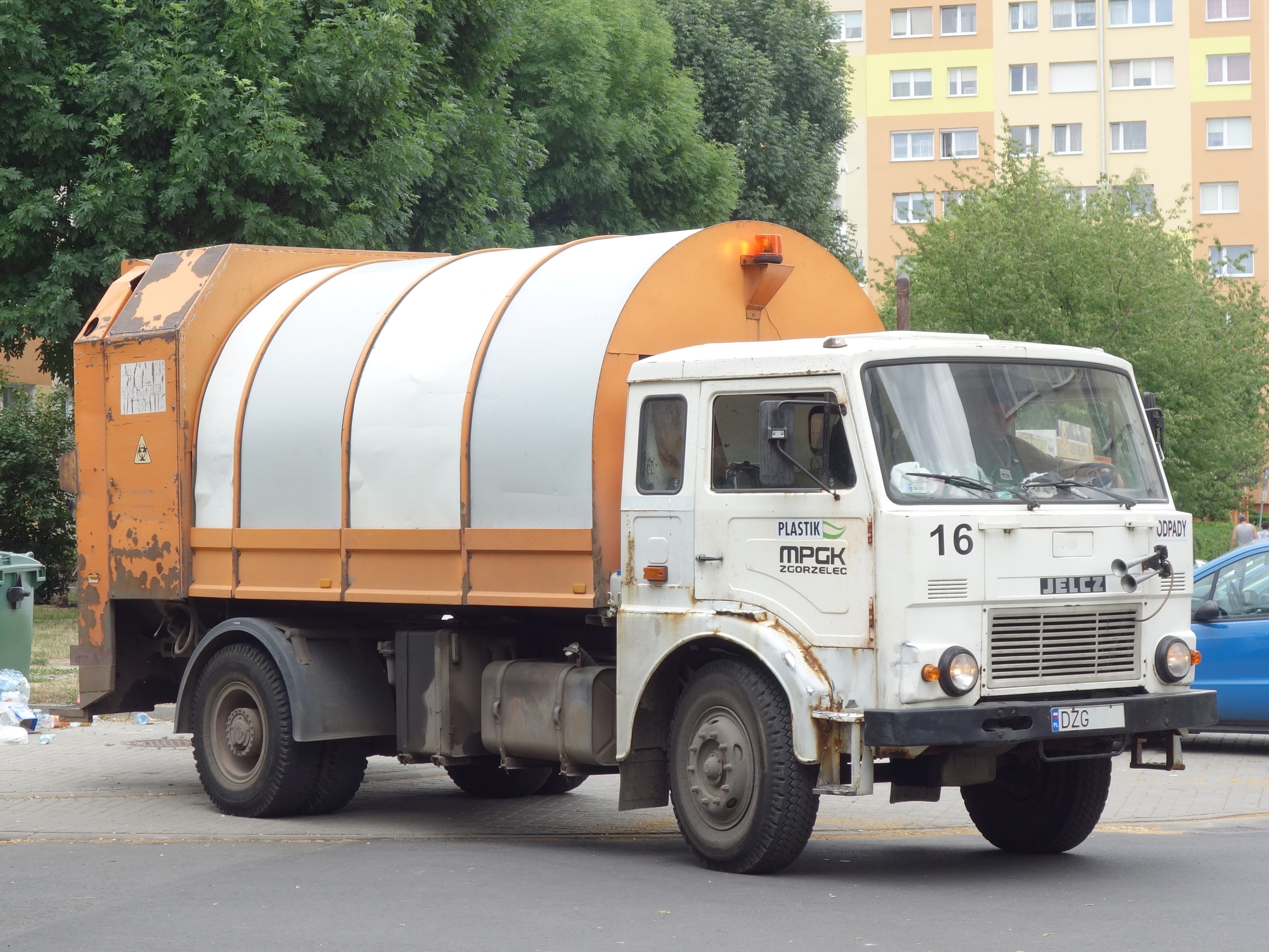
Der Nachfolgetyp Jelcz 325 als Müllwagen.